# Semliki
Semliki (anglicky Semliki River) je řeka ve Východní Africe. Protéká Demokratickou republikou Kongo a na dolním toku tvoří její hranici s Ugandou. Je 230 km dlouhá.

## Průběh toku
Odtéká z Edvardova jezera na sever a teče dnem Velké příkopové propadliny. Ústí do Albertova jezera, přičemž vytváří deltu. Rychlejší tání ledovců v pohoří Ruwenzori zvyšuje půdní erozi, řeka často mění koryto a připravuje místní obyvatele o jejich domovy.

## Fauna
V řece a okolí žije mnoho živočichů včetně slonů, krokodýlů a antilop. Na řece leží národní park Virunga a národní park Semuliki. V NP Semuliki žije 441 ptačích druhů. Roste zde strom Cynometra alexandri, jehož větve používají šimpanzi ke stavbě hnízd.
V povodí řeky byl v roce 1942 objeven alphavirus šířený komáry, který podle ní dostal název.